# Jamesonia caracasana
Jamesonia caracasana là một loài dương xỉ trong họ Pteridaceae. Loài này được Baker Christenh. mô tả khoa học đầu tiên năm 2011.